# In Flames
In Flames är ett svenskt metalband från Göteborg, som bildades 1990. De är ett av Sveriges största hårdrocksband och ses som pionjärer i genren melodisk death metal.

## Historia

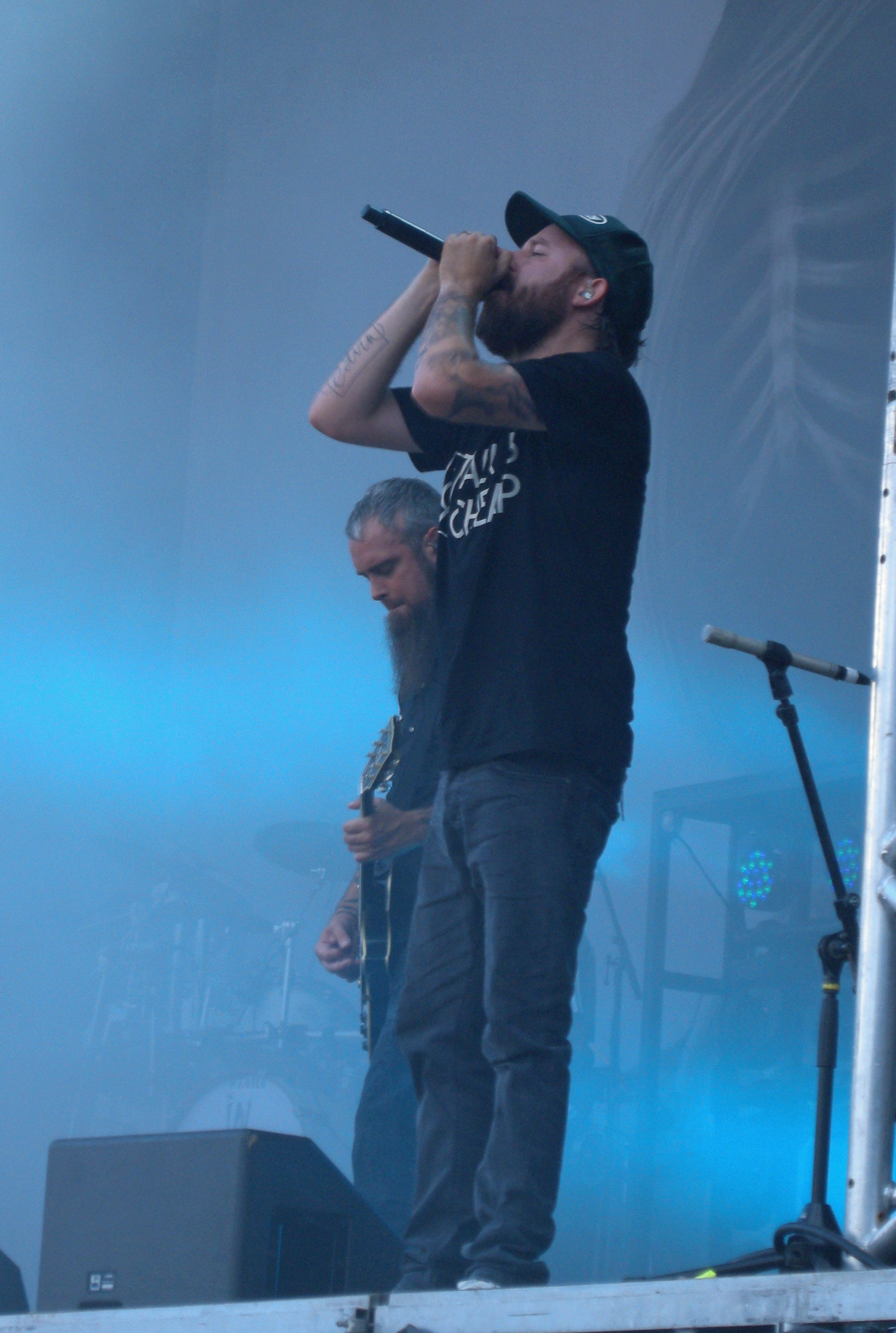
Anders Fridén, Sonisphere 2011

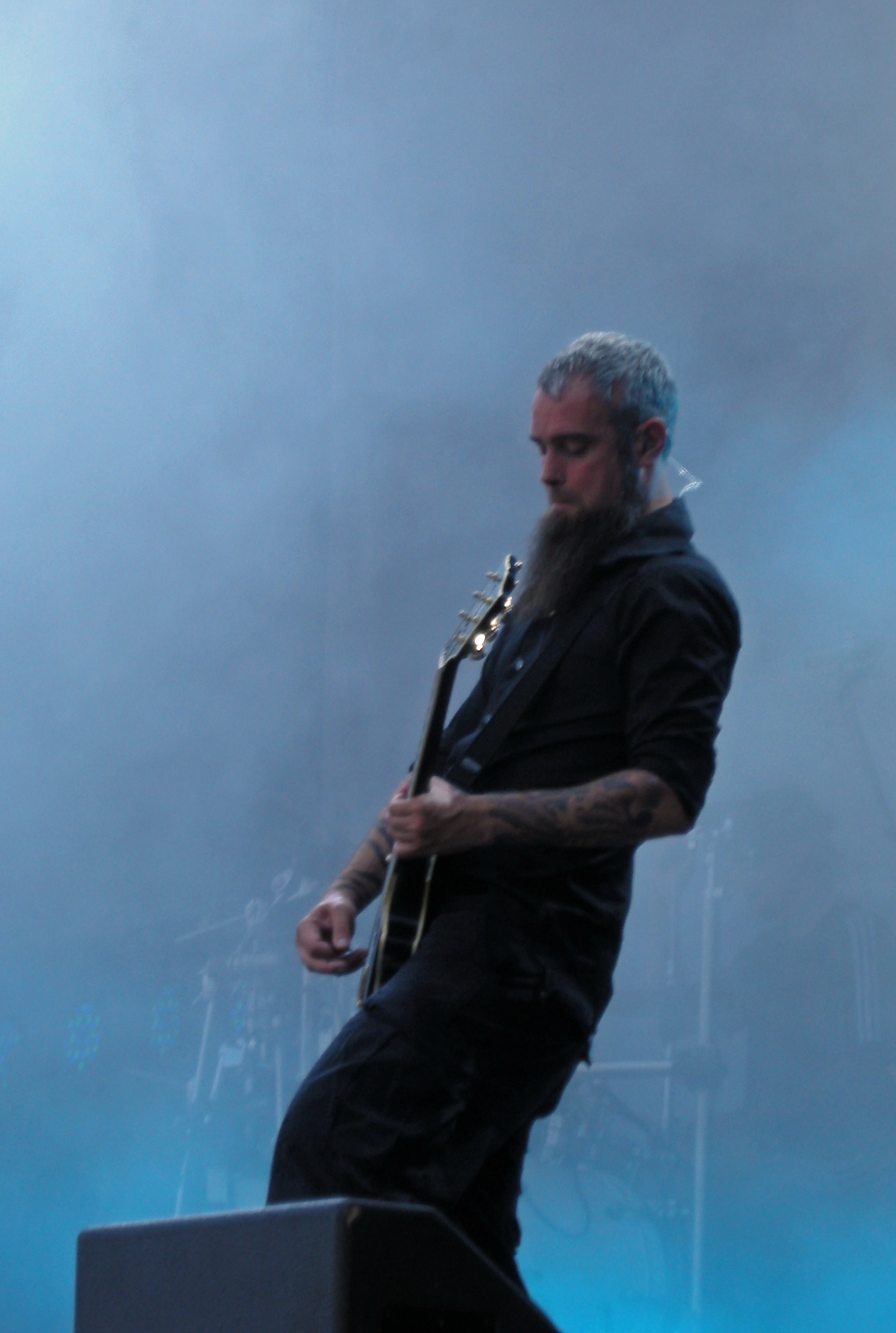
Björn Gelotte, Sonisphere 2011

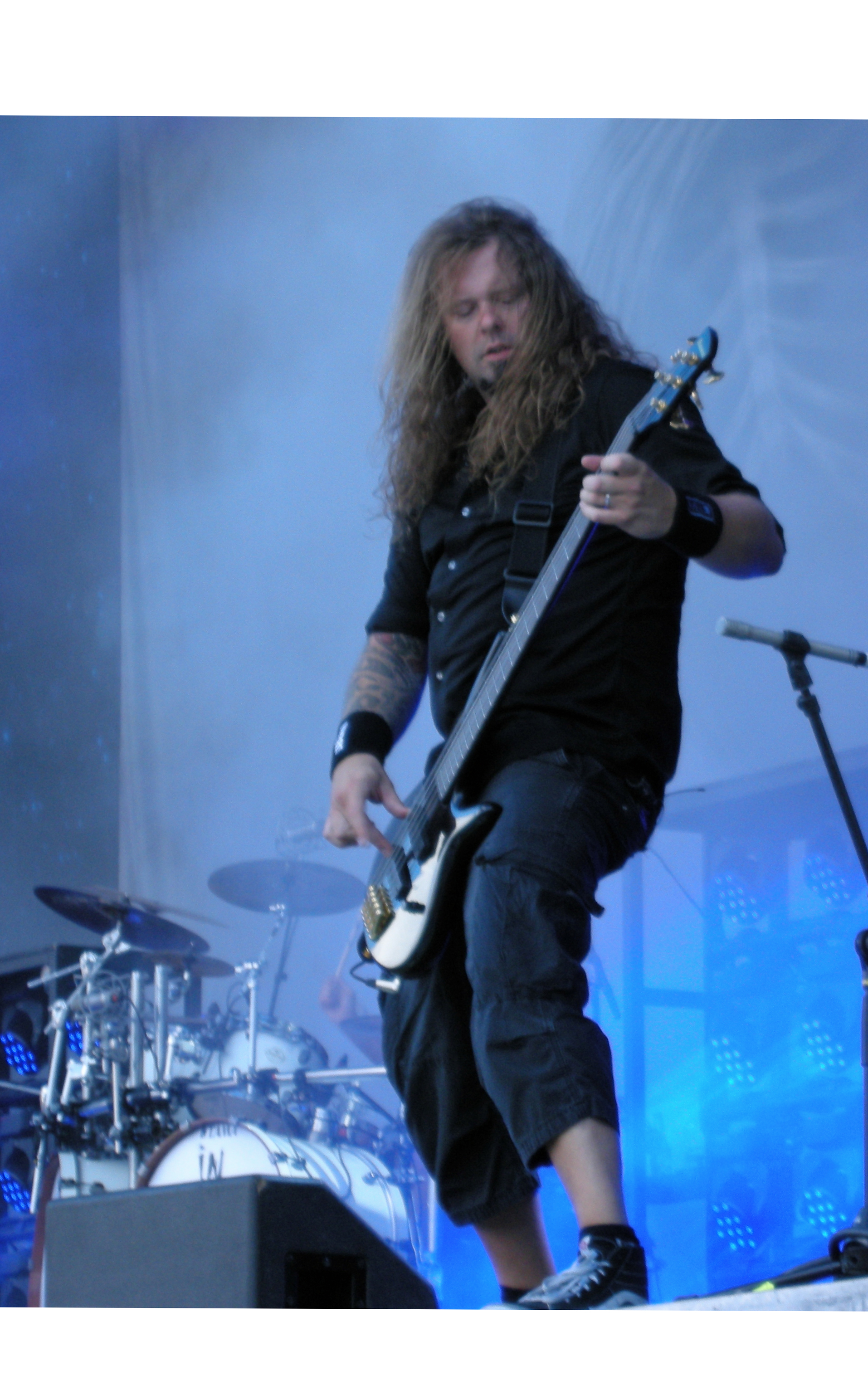
Peter Iwers, Sonisphere 2011

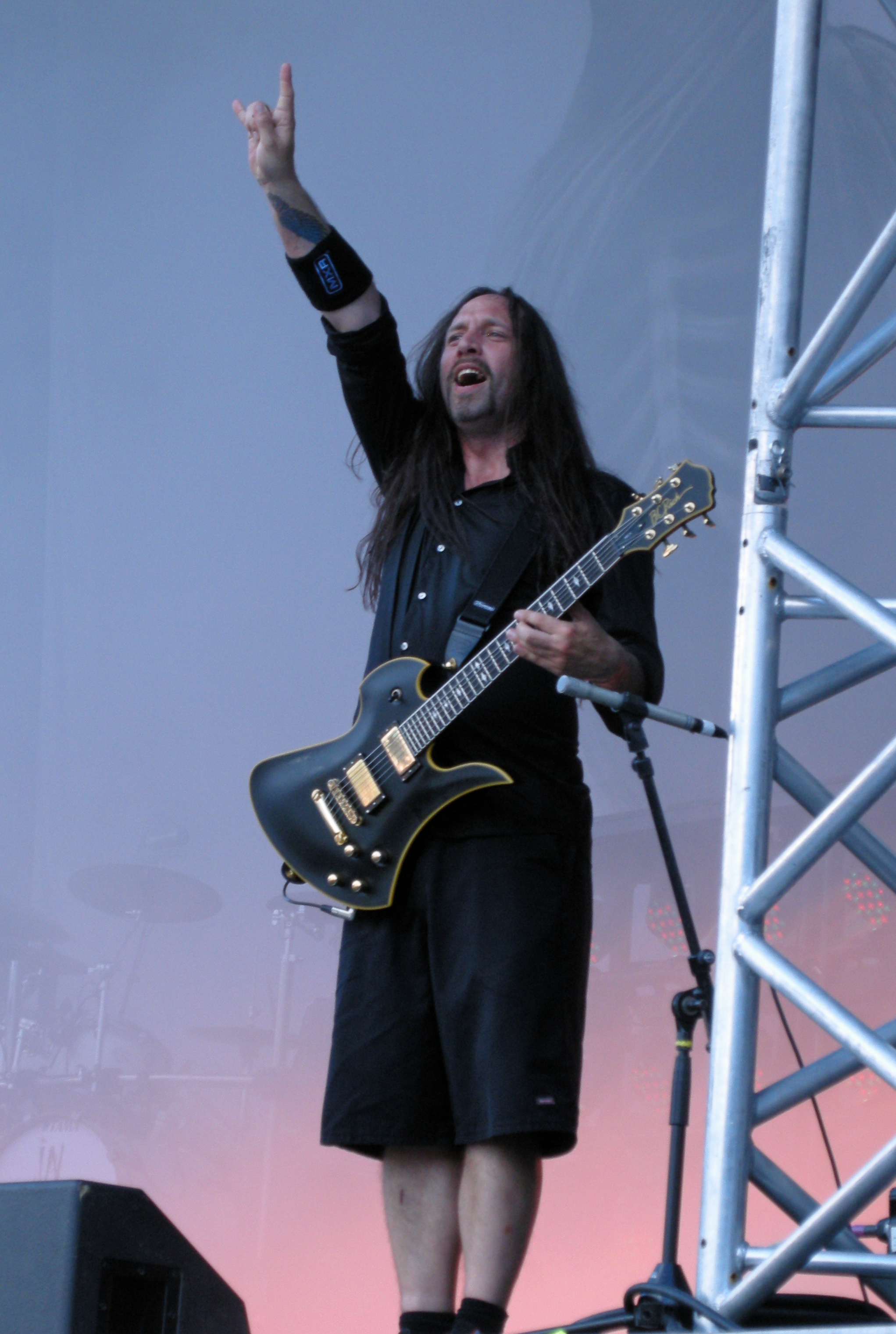
Niclas Engelin, Sonisphere 2011

### 1990–1999
In Flames skapades 1990 av Jesper Strömblad, som då lämnat sitt tidigare dödsmetallband Ceremonial Oath. In Flames betraktades i början mer som ett "projekt" än ett band, och de enda fasta medlemmarna blev Johan Larsson och Glenn Ljungström. Övriga inblandade musiker, exempelvis Mikael Stanne som vokalist, medverkade bara tillfälligt. 
In Flames spelade in en demo som skickades till skivbolaget Wrong Again Records och ledde till skivkontrakt. Debutalbumet Lunar Strain släpptes 1994 och blev en framgång i undergroundscenen. Den efterföljande EP:n Subterranean från samma år ledde till nytt skivkontrakt med det tyska skivbolaget Nuclear Blast. Som fasta bandmedlemmar tillkom Anders Fridén på sång och Björn Gelotte på trummor.
Bandets andra album The Jester Race (1996) blev en internationell framgång inom metal-genren och medförde konserter ute i Europa. Efter den inspelningen av det tredje albumet Whoracle (1997) valde Johan Larsson och Glenn Ljungström att lämna bandet. De ersattes av Peter Iwers och Niclas Engelin som detta år gjorde sina In Flames-debuter på en miniturné med Dimmu Borgir. 

### 1999–2009
Efter Whoracle-turnén, som tog bandet till Europa och Japan, hoppade Niclas Engelin av för att fokusera på sitt eget band Gardenian. Björn Gelotte övergick då från trummor till gitarr, och som ny trummis anslöt Daniel Svensson. 
Banduppsättningen Strömblad, Gelotte, Fridén, Iwers och Svensson kom att förbli permanent fram till 2009, med albumen  Colony (1999), Clayman (2000), Reroute To Remain (2002), Soundtrack To Your Escape (2004), Come Clarity (2006) och A Sense of Purpose (2009).

### 2009–2015
I februari 2009 informerade bandet på sin officiella webbplats att Jesper Strömblad skulle ta en paus från bandet av personliga skäl. Vikarierande livegitarrist blev Niclas Engelin. Ett år senare, den 12 februari 2010, meddelade Strömblad att han slutat i In Flames permanent. Strömblad har i senare intervjuer varit öppen med att avhoppet berodde på hans alkoholism och panikångest. Niclas Engelin fortsatte som livegitarrist och meddelades i februari 2011 vara permanent medlem.
Under de följande åren släpptes albumen Sounds of a Playground Fading (2011) och Siren Charms (2014). 
I november 2015 meddelade Daniel Svensson att han valt att lämna In Flames.
Det sista skivsläppet med banduppsättningen Gelotte, Fridén, Engelin, Iwers och Svensson blev livealbumet / konsertvideon Sounds from the Heart of Gothenburg (2016).

### 2016–2019
Ny trummis blev amerikanen Joe Rickard, som i september 2016 meddelades vara permanent medlem. Med Rickard på trummor gjordes albumet Battles (2016). I november 2016 meddelade Peter Iwers att han skulle lämna In Flames. Som ny basist tillkom amerikanen Bryce Paul Newman under 2018. Joe Rickard lämnade In Flames i juli 2018 och ersattes av amerikanen Tanner Wayne. Under 2019 kom Niclas Engelin att ta en paus från In Flames, och vikarierande livegitarrist blev amerikanske Chris Broderick. Något officiellt avhopp eller avsked för Engelin har aldrig meddelats, men sedan 2022 är Broderick permanent medlem.

### 2020–
I februari 2023 utkom bandets senaste album Foregone. 
Basisten Newman lämnade In Flames i juni 2023. Som ersättande livebasist rekryterades amerikanske Liam Wilson. I maj 2025 lämnade trumslagaren Tanner Wayne Bandet.

## Priser och utmärkelser
In Flames fick Regeringens exportpris under Grammisgalan 2006. Det var första gången ett hårdrocksband vann priset. "Tack vare In Flames har nu Sverige ett metalband i absolut världsklass", sa dåvarande ekonomiminister Thomas Östros.
In Flames har vunnit fyra grammisar i kategorin Bästa hårdrock, för Soundtrack to Your Escape, Come Clarity, A Sense of Purpose och Foregone. In Flames har även varit nominerade till Året artist och Årets hårdrock på P3 Guld. 
Come Clarity blev av Aftonbladets läsare utsedd till 00-talets bästa svenska skiva.

## Medlemmar
Nuvarande medlemmar
- Anders Fridén – sång (1995–)
- Björn Gelotte – trummor (1995–1998), gitarr (1998–)
- Chris Broderick – gitarr (2022–)

Tidigare medlemmar
- Johan Larsson – basgitarr, bakgrundssång (1990–1997)
- Jesper Strömblad –  gitarr (1990–2010), trummor (1990–1993), synthesizer (1990–1997)
- Anders Iwers – gitarr (1990–1992)
- Carl Näslund – gitarr (1993)
- Glenn Ljungström – gitarr (1993–1997)
- Mikael Stanne – sång (1993)
- Daniel Erlandsson – trummor (1994–1995)
- Daniel Svensson – trummor (1998-2015)
- Peter Iwers – basgitarr (1997–2016)
- Joe Rickard - trummor (2016–2018)
- Niclas Engelin – gitarr (1997–1998, 2011–2021)
- Bryce Paul Newman - bas (2018—2023)
- Tanner Wayne - trummor (2018–2025)

Tidslinje
Turnerande medlemmar
- Dick Lövgren – basgitarr (2000)
- Tobias Kellgren – trummor (2005)
- Niclas Engelin – gitarr (2006–2007, 2009, 2010–2011)
- Jonas Ekdahl – trummor (2011)
- Carl Parnell – basgitarr (2012)
- Aaron "Bubble" Patrick – basgitarr (2012)
- Patrik Jensen – gitarr (2013)
- Niels Nielsen – keyboards (2017–)
- Tanner Wayne – trummor (2018)
- Chris Broderick – gitarr (2019–2022)
- Liam Wilson – basgitarr (2023–)

Bidragande musiker (studio)
- Jennica Johansson – sång (1994)
- Ylva Wahlstedt – sång (1994)
- Oscar Dronjak – sång (1994, 1995)
- Anders Iwers – sologitarr (1994)
- Anders Jivarp – trummor (1994)
- Daniel Erlandsson – trummor (1994)
- Af Gravf (Joakim Göthberg) – sång (1994)
- Robert Dahne – sång (1994)
- Henke Forss – sång (1994)
- Kaspar Dahlqvist – keyboard (1995)
- Fredrik Nordström – keyboard, hammondorgel, slidegitarr (1995, 1999, 2000)
- Fredrik Johansson – sologitarr (1995)
- Ulrika Netterdahl – sång (1997)
- Kee Marcello – gitarr (1999)
- Charlie Storm – keyboard, programmering (1999, 2000)
- Christopher Amott – sologitarr (2000)
- Fiol-Olof – fiol (2002)
- Örjan Örnkloo – keyboard, programmering (2002, 2003, 2005, 2008, 2011, 2014)
- Maria Gauffin – sång (2002)
- Uppsala Poker HC Crew – sång (2005)
- Lisa Miskovsky – sång (2005)
- Ellen Hjalmarson – fiol (2011)
- Emilia Wareborn – fiol (2011)
- David Werthén – ståbas (2011)
- Johannes Bergion – cello (2011)
- Erika Risinger – fiol (2011)
- Emilia Feldt – sång (2014)
- Martin Rubashov – sång (2014)
- The Head Jester Choir – kör (2014)
- Daniel Bergstrand – sång (2014)

## Diskografi
Demo
- 1993 – Demo '93

Studioalbum
- 1994 – Lunar Strain
- 1995 – The Jester Race
- 1997 – Whoracle
- 1999 – Colony
- 2000 – Clayman
- 2002 – Reroute To Remain
- 2004 – Soundtrack to Your Escape
- 2006 – Come Clarity
- 2008 – A Sense of Purpose
- 2011 – Sounds of a Playground Fading
- 2014 – Siren Charms
- 2016 – Battles
- 2019 – I, the Mask
- 2023 – Foregone

Livealbum
- 2001 – The Tokyo Showdown - Live in Japan 2000
- 2016 – Sounds from the Heart of Gothenburg

EP
- 1994 – Subterranean
- 1997 – Black-Ash Inheritance
- 2003 – Trigger
- 2008 – The Mirror's Truth
- 2017 – Down, Wicked & No Good
- 2020 – Clayman 2020

Singlar
- 2002 – "Cloud Connected"
- 2002 – "Trigger"
- 2004 – "The Quiet Place"
- 2006 – "Take This Life"
- 2006 – "Dead End"
- 2006 – "Come Clarity"
- 2008 – "Alias"
- 2009 – "Delight And Angers"
- 2011 – "Deliver Us"
- 2011 – "Where the Dead Ships Dwell"
- 2012 – "Liberation"
- 2014 – "Rusted Nail"
- 2014 – "Everything's Gone
- 2015 – "Paralyzed"
- 2016 – "The End"
- 2016 – "The Truth"
- 2018 – "I am Above"
- 2018 – "(This is our) House"
- 2022 – "State Of Slow Decay"
- 2022 – "The Great Deciever"
- 2022 – "Foregone Pt. 1"

Samlingsalbum
- 1997 – Whoracle / The Jester Race
- 2000 – Bullet Ride
- 2011 – 8 Songs
- 2016 – 1993-2011

Video
- 2005 – Used & Abused... In Live We Trust (2DVD)

Annat
- 1997 – Live & Plugged (VHS) (delad video: In Flames / EverEve / Darkseed)
- 2002 – Nothing / Reroute to Remain (delad promo-CD: In Flames / Meshuggah)